# Trichosalpinx ramosii
Trichosalpinx ramosii är en orkidéart som beskrevs av Carlyle August Luer. Trichosalpinx ramosii ingår i släktet Trichosalpinx och familjen orkidéer. Inga underarter finns listade i Catalogue of Life.